# Я Луна
«Я Лу́на» (исп. Soy Luna) — аргентинская теленовелла, созданная каналом Disney Channel Latin America. Совместный проект Disney Channel Латинской Америки, Европы, Ближнего Востока, Африки и компании Pol-ka Producciones.
Премьера сериала состоялась 14 марта 2016 года в Латинской Америке, а 4 апреля 2016 года в Испании. В России премьера состоялась 7 августа 2017 года.
В октябре 2024 года стало известно о 4 сезоне теленовеллы «Я Луна».

## Сюжет

### Сезон 1
Луна Валенте — 16-летняя девушка, которая живёт в мексиканском городе Канкун. Луну удочерили в раннем возрасте, приёмные родители относятся к ней хорошо, девочка растёт в счастливой семье. Но однажды родителям Луны делают деловое предложение, и семья переезжает в столицу Аргентины город Буэнос-Айрес. Сперва девушка не рада переезду: ей приходится расстаться со своим лучшим другом Симоном и любимым занятием — катанием на роликах. Жизнь Луны меняется: она живёт в большом особняке работодателя её родителей, учится в лучшей школе Аргентины, находит место, где может кататься на роликах целыми днями. На новом месте Луна находит новых друзей и врагов, а также находит свою первую любовь — Маттео Бальсано.

### Сезон 2
Летние каникулы закончены, и все возвращаются домой. Маттео скрывает секрет от Луны. Она всеми силами пытается его узнать. Сеньора Шерон узнает, что Луна её пропавшая племянница, и делает всё, чтобы она не узнала об этом.

### Сезон 3
После того как каникулы закончились, Луна фактически становится владельцем особняка. Каток «Jam and roller» становится «Red sharks». Амбар ещё больше недолюбливает Луну. Сама Луна не знает, кого любит: лучшего друга Симона или бывшего парня Маттео…

## В ролях

### Главные роли
- Кароль Севилья — Луна Валенте / Сол Бенсон
- Руджеро Паскарелли — Маттео Бальсано
- Валентина Зенере — Амбар Смит Бенсон
- Майкл Ронда — Симон Альварес
- Малена Ратнер — Дельфина Альсаменди
- Агустин Бернаскони — Гастон Перида
- Катя Мартинес — Хасмин Каркабаль
- Ана Хара — Джим Медина
- Хорхе Лопес — Рамиро Понсе
- Кьяра Парравичини — Джем/Ям Санчес
- Гастон Вьетто — Педро Ариас
- Лионель Ферро — Николас Наварро
- Каролина Копелиофф — Нина Симонетти
- Лус Киприота — Тамара Риос
- Лусила Гандольфо — Шерон Бенсон
- Родриго Педрейра — Рэй Гутьеррес
- Давид Мури — Мигель Валенте
- Ана Каролина Вальсанья — Моника Валенте
- Диего Сасси Алькала — Тино Алькарас
- Херман Трипель — Като
- Антонелла Керсоли — Аманда
- Паула Кохан — Мора Барса
- Эсекьель Родригес — Рикардо Симонетти
- Каролина Ибарра — Ана Кастро
- Паскуаэле Ди Нуццо — Бенисио Бандербильд
- Хиованна Рейнод — Эмилия Мэнсфилд
- Жандино — Эрик Андраде
- Эстебан Веласкес — Мишель
- София Гонсалес — Лили Бенсон
- Соль Морено — Даниэла
- Самуэль Нассименто — Санти Оувен
- Мия Дженкинс — Эмма

## История создания
Съёмки 1 сезона начались в июне 2015 года, после семи месяцев интенсивных занятий на коньках. Премьера 1 сезона состоялась 14 марта 2016 года в Латинской Америке. В России премьера 1 сезона состоялась 7 августа 2017 года. Серии второй половины 1 сезона в России были выложены с 14 августа 2018 года по 9 ноября 2018 года на ютуб-канале «Игровых сериалов Disney». Съёмки 2 сезона начались в июне 2016 года и закончились в декабре 2016 года. Премьера 2 сезона в Аргентине состоялась 17 апреля 2017 год Съёмки последнего 3 сезона начались в июле 2017 года и закончились 22 декабря 2017 года. Премьера 3 сезона в Аргентине состоялась 16 апреля 2018 года.
Четвёртый сезон теленовеллы был официально анонсирован Карол Севилья 23 октября 2024 года. Съёмки начнутся в начале 2025 года. 

## Список сезонов
| Сезон | Сезон | Количество серий | Количество серий | Показ в Аргентине | Показ в Аргентине | Показ в России  | Показ в России  |
| Сезон | Сезон | Количество серий | Количество серий | Премьера          | Финал             | Премьера        | Финал           |
| ----- | ----- | ---------------- | ---------------- | ----------------- | ----------------- | --------------- | --------------- |
|       | 1     | 80               | 40               | 14 марта 2016     | 6 мая 2016        | 7 августа 2017  | 18 октября 2017 |
|       | 1     | 80               | 40               | 4 июля 2016       | 26 августа 2016   | 14 августа 2018 | 9 ноября 2018   |
|       | 2     | 80               | 40               | 17 апреля 2017    | 9 июня 2017       | Неизвестно      | Неизвестно      |
|       | 2     | 80               | 40               | 7 августа 2017    | 29 сентября 2017  | Неизвестно      | Неизвестно      |
|       | 3     | 60               | 30               | 16 апреля 2018    | 25 мая 2018       | Неизвестно      | Неизвестно      |
|       | 3     | 60               | 30               | 9 июля 2018       | 17 августа 2018   | Неизвестно      | Неизвестно      |

## Вещание
В сетке вещания латиноамериканской версии канала «Дисней» теленовелла «Я Луна» пришла на смену теленовелле «Виолетта».

## Премии и номинации
| Год  | Премия                        | Категория                      | Номинант           | Результат | Ист.   |
| ---- | ----------------------------- | ------------------------------ | ------------------ | --------- | ------ |
| 2016 | Kids’ Choice Awards México    | Любимый актёр                  | Майкл Ронда        | Номинация | [ 5 ]  |
| 2016 | Kids’ Choice Awards México    | Любимая актриса                | Кароль Севилья     | Номинация | [ 6 ]  |
| 2016 | Kids’ Choice Awards México    | Любимый злодей                 | Валентина Сенере   | Победа    | [ 7 ]  |
| 2016 | Kids’ Choice Awards México    | Любимый сериал или передача    | «Я Луна»           | Номинация | [ 8 ]  |
| 2016 | Kids’ Choice Awards Colombia  | Любимый актёр                  | Руджеро Паскарелли | Победа    | [ 9 ]  |
| 2016 | Kids’ Choice Awards Colombia  | Любимый актёр                  | Майкл Ронда        | Номинация | [ 9 ]  |
| 2016 | Kids’ Choice Awards Colombia  | Любимая актриса                | Кароль Севилья     | Номинация | [ 10 ] |
| 2016 | Kids’ Choice Awards Colombia  | Любимая актриса                | Катя Мартинес      | Номинация | [ 10 ] |
| 2016 | Kids’ Choice Awards Colombia  | Любимый злодей                 | Валентина Сенере   | Победа    | [ 11 ] |
| 2016 | Kids’ Choice Awards Colombia  | Любимая передача или сериал    | «Я Луна»           | Номинация | [ 12 ] |
| 2016 | Kids’ Choice Awards Argentina | Любимый актёр                  | Руджеро Паскарелли | Победа    | [ 13 ] |
| 2016 | Kids’ Choice Awards Argentina | Любимый актёр                  | Майкл Ронда        | Номинация | [ 13 ] |
| 2016 | Kids’ Choice Awards Argentina | Любимая актриса                | Кароль Севилья     | Победа    | [ 14 ] |
| 2016 | Kids’ Choice Awards Argentina | Любимая актриса                | Катя Мартинес      | Номинация | [ 14 ] |
| 2016 | Kids’ Choice Awards Argentina | Chico Trendy                   | Агустин Бернаскони | Победа    | [ 15 ] |
| 2016 | Kids’ Choice Awards Argentina | Chico Trendy                   | Лионель Ферро      | Номинация | [ 15 ] |
| 2016 | Kids’ Choice Awards Argentina | Любимый злодей                 | Валентина Сенере   | Победа    | [ 16 ] |
| 2016 | Kids’ Choice Awards Argentina | Любимая передача или сериал    | «Я Луна»           | Победа    | [ 17 ] |
| 2016 | Meus Prêmios Nick             | Любимая международная передача | «Я Луна»           | Номинация | [ 18 ] |